# Еди Шварц
Еди Симон Шварц е български режисьор, сценарист и драматург.

## Биография
Роден е на 27 декември 1937 г. Завършва куклена режисура в НАТФИЗ „Кръстьо Сарафов“ през 1960 г.
Работил е като режисьор в редица театри в България: Драматичен театър „Невена Коканова“ (Ямбол), Драматичен театър „Апостол Карамитев“ (Димитровград), Драматично-куклен театър „Иван Димов“ (Хасково), Драматичен театър „Адриана Будевска“ (Бургас), Драматичен театър „Боян Дановски“ (Перник) и в София.
Еди Шварц е един от учредителите на еврейската организация в България „Шалом“ и неин председател през периода 1997-2005 г.

## Филмография

### Като режисьор
- История с печати (1963)

### Като сценарист
- Жоро, Шаро и Мара – болният Шаро (1972)
- Жоро, Шаро и Мара на кино (1972)
- Жоро, Шаро и Мара – голямото преследване (1971)
- Жоро, Шаро и Мара – приключение в гората (1970)
- Приятелите на Гошо слона (1968)

## Книги
- Калудница, изд. ИК „Петекстон“ 2004
- Късчета от пъзела, изд. ИК „СИЛУЕТ“ 1995